# Apartado de correos 1001
Apartado de correos 1001 és una pel·lícula policíaca dirigida per Juli Salvador el 1950. Forma part dels Bàsics del cinema català de la Filmoteca de Catalunya. Juntament amb Brigada criminal (Ignasi Ferrés Iquino, 1950) inicien una sèrie de films de cinema negre realitzats als anys 50, principalment a Barcelona. Se la considera la pel·lícula iniciadora del cinema policíac barceloní, tot i que Brigada criminal va ser estrenada dos dies abans.
Apart de pel gènere, destacà per estar rodada en els llocs reals on passava l'acció, la qual cosa era una novetat en aquell moment. Va aplicar la forma del neorealisme, però utilitzant una base argumental que agafava del cinema negre estatunidenc de la dècada del 1940. Tot i això l'argument es basa en un cas real de la crònica de successos del moment, concretament un cas d'estafa postal del qual prové el títol. Apart, tracta un tema nou en el cinema espanyol de l'època com és el tràfic de drogues, en aquest cas cocaïna, i la seva addicció.

## Repartiment
- Tomás Blanco
- Modesto Cid
- Manuel de Juan
- Elena Espejo
- Emilio Fábregas
- Ricardo Fuentes
- José Goula
- Marta Grau
- Casimiro Hurtado
- Guillermo Marín
- Carlos Muñoz
- Luis Pérez de León
- Conrado San Martín
- Eugenio Testa

## Premis
Premis del Sindicat Nacional de l'Espectacle de 1950Vuitè premi (150.000 pessetes)